# پگی لوییندولا
پگی لوییندولا (فرانسوی: Péguy Luyindula‎؛ زادهٔ ۲۵ مهٔ ۱۹۷۹) بازیکن سابق فوتبال اهل فرانسه است.
از باشگاه‌هایی که در آن بازی کرده‌است می‌توان به باشگاه فوتبال اوسر، باشگاه فوتبال المپیک لیون، باشگاه فوتبال استراسبورگ، باشگاه فوتبال المپیک مارسی، باشگاه فوتبال نیویورک رد بولز، باشگاه فوتبال لوانته، و باشگاه فوتبال پاری سن ژرمن اشاره کرد.
وی همچنین در تیم‌های ملی فوتبال زیر ۲۱ سال فرانسه فرانسه بازی کرده‌است.